# R.I.S. Roma - Delitti imperfetti
(Tagline della serie televisiva)
R.I.S. Roma - Delitti imperfetti è una serie televisiva italiana, prodotta dal 2010 al 2012 e trasmessa in prima visione da Canale 5. È lo spin-off di R.I.S. - Delitti imperfetti.

## Trama

### Riassunto generale della serie
In seguito allo scioglimento della squadra R.I.S. di Parma – dovuto alla promozione a maggiore di Riccardo Venturi – Flavia Ayroldi e Daniele Ghirelli si trasferiscono a Roma per unirsi a un nuovo raggruppamento di indagini scientifiche. Flavia, grazie all'esperienza maturata nell'unità parmense e alla sua preparazione nei campi dell'informatica e dell'entomologia, è ora il punto di forza del nuovo gruppo d'investigazione romano appena creato dal capitano Lucia Brancato. A completare la squadra c'è il tenente Bartolomeo Dossena, ufficiale pluridecorato, laureato in chimica e addetto all'analisi degli esplosivi, e i giovani del gruppo, i sottotenenti Costanza Moro ed Emiliano Cecchi, entrambi specializzati in biologia. La Brancato deve riuscire ad amalgamare e dirigere l'operato del nuovo reparto scientifico, dove la mancanza di confidenza e la poca esperienza si fa sentire e genera tensioni sotto la pressione delle indagini.

### Prima stagione
Le capacità del capitano Lucia Brancato e della sua squadra sono messe alla prova da un caso spinoso: il capitano e i suoi uomini si trovano a far luce su una misteriosa catena di delitti dietro ai quali si nasconde un pericoloso serial killer chiamato "l'angelo della morte", il quale uccide i pazienti all'interno di un policlinico. Inizialmente la squadra brancola nel buio: finalmente, viene arrestato un tecnico di laboratorio che tuttavia è scoperto colpevole di un solo delitto. I sospetti si spostano quindi su Milena Spano, giovane infermiera che aveva stretto una relazione con il tenente Dossena, il quale si era infiltrato per indagare. Milena viene uccisa da una paziente, Liliana Paravidino, che si giustifica dicendo che l'infermiera stava cercando di ucciderla. Alcuni esami incrociati permettono però di scoprire la reale identità del colpevole, che risulta essere proprio la Paravidino, la quale fugge. La sottotenente Costanza Moro e il capitano Guido Brancato vengono feriti dalla Paravidino a casa di questa; Costanza ritorna operativa dopo pochi giorni, mentre il capitano Brancato entra in coma. Tra Daniele Ghirelli e Costanza Moro inizia una relazione aperta. Il capitano Lucia Brancato e la sua squadra riescono infine a capire che la messa in scena de "l'angelo della morte" era in realtà solo un mezzo per arrivare a colpire e in seguito uccidere Milena Spano da parte di Liliana: infatti Liliana considera l'infermiera Spano colpevole della morte del padre, malato terminale di leucemia, poiché Milena al momento del fatto non era presente per via di un'altra urgenza, e dunque nessuno ha potuto accorgersi che questi era andato in arresto cardiaco. La furia della Paravidino non si arresta, anzi inizia un'escalation di omicidi del tutto inspiegabili, che in principio non sono attribuiti a lei o collegati ai casi del policlinico, ma la determinazione della squadra porta alla scoperta di un folle piano di quella che ormai viene chiamata "la vendicatrice". Infatti, la ragazza vuole rivendicare la morte di suo padre adottivo. Precisamente, l'uomo morto per arresto cardiaco e che Lili vuole vendicare è in realtà suo padre adottivo, Federico, perché quando la madre era giovane apparteneva ad una compagnia teatrale con altri quattro uomini; una sera la donna, in stato di ebbrezza, si concesse a tutti i suoi colleghi restando incinta ma non sapendo chi in realtà fosse il vero padre della figlia. Quando il padre adottivo si ammala, Lili vorrebbe donare il midollo osseo ma scopre con delle analisi del sangue che non si tratta del suo vero padre. Ecco perché, dopo essersi vendicata contro l'ospedale dove si trovava Federico, comincia la ricerca del suo vero papà, che riconosce dopo aver ucciso tutti gli altri ex colleghi della madre in ambito teatrale. Una volta trovato, viene salvato della squadra del R.I.S. che riesce a trovare il covo della Paravidino. Ma durante uno scontro a colpi di armi da fuoco con quest'ultima, sua madre viene colpita dalla stessa figlia (che però crede sia stato il capitano Brancato). Da qui, la "vendicatrice" tenta in tutti i modi di uccidere il capitano con l'aiuto di Achille Vasto, ex Carabiniere, condannato a 14 anni per aver ucciso un ragazzo che non si era fermato al posto di blocco. Alla fine Lili riesce a chiudersi nella stanza di un casale romano con la Brancato e Rosanna, ragazzina tredicenne figlia di un pregiudicato, e ad innescare una bomba collegata ad un timer: allo scadere del tempo sarebbero saltate per aria. In una decina di minuti però, la Brancato, con l'aiuto della sua squadra e di Rosanna riesce a disinnescare la bomba ed infine ad arrestare la Paravidino, dopo che quest'ultima ha commesso una quindicina di omicidi.

### Seconda stagione
Nella squadra R.I.S. ci sono alcune novità. Daniele Ghirelli è nel frattempo diventato capitano, ed ora affianca Lucia Brancato nella direzione del reparto investigativo, anche se lei resta il capo indiscusso della squadra. La sottotenente Costanza Moro ha lasciato Roma per andare in un centro studi negli Stati Uniti d'America, e sono arrivati a sostituirla il tenente Orlando Serra, un carabiniere dal carattere fin troppo irritabile e che si interessa immediatamente a Lucia, e la sottotenente Bianca Proietti, una giovane ragazza in prima linea contro i crimini ambientali. Il capitano Brancato e i suoi uomini sono alle prese stavolta con la cosiddetta Banda del Lupo, un gruppo di quattro rapinatori che si fa riconoscere per l'utilizzo, durante i loro colpi, di maschere raffiguranti un lupo, un maiale, una scimmia ed una tigre. Nel corso delle prime indagini, Flavia Ayroldi viene investita da un membro della banda, rimanendo uccisa. Adesso la banda non si limita solo a rapinare, ma anche a uccidere e a rapire, come nel caso di Giordana Ravelli, figlia minore di due ricchi coniugi, rapita perché il misterioso hacker della banda non è riuscito a disattivare gli allarmi tramite il computer. Il riscatto è di 200 000 euro e, anche se pagato, di Giordana non si sa più nulla. La Ravelli non è morta, ma è entrata a far parte della Banda del Lupo e si nasconde sotto la maschera del coniglio. Nel frattempo, Lucia Brancato ha un grosso problema personale, è perseguitata da uno Stalker, mentre si deve occupare anche della pubblicazione del libro di Alex, il suo ex compagno ucciso dalla serial killer Liliana Paravidino. Ad aiutarla in questo c'è Samuele, con cui stringe un forte legame. Presto si scoprirà che l'hacker della banda, scimmia, è Roberto Stincone detto Stinco, vecchio amico di Ghiro. Con l'aiuto di Eleonora Ravelli, la sorella Giordana verrà arrestata. Daniele è attratto da Selvaggia, sorella di un suo amico, che ricambia l'attrazione. La vita di Lucia viene messa in pericolo dallo stalker, che si rivelerà essere Samuele. La Brancato lo fa comunque rimettere in libertà, ma lui, con un inganno, la attira in casa sua e tenta di violentarla, ma sarà arrestato dai RIS, e in particolare da Orlando. Dopo aver arrestato Giordana e Ninni Zanchi, rimangono solo i fratelli Mario e Gerry Pugliese e Stinco. Mario, dopo aver rapito la figlia, tenta una disperata mossa per salvare se stesso e il fratello, fuggendo dall'ospedale in cui erano stati ricoverati, ma Gerry è debole e viene arrestato. Mario continua la sua corsa e, raggiunta una scala di emergenza chiusa, sta per cadere. Rifiuta l'aiuto di Lucia e si butta giù. Daniele arresta personalmente Stinco. Alla fine, Dossena chiede ad Eleonora Ravelli di fidanzarsi, e lei accetta. Ghiro vuole seguire Selvaggia a Londra, Milo e Bianca decidono di chiudere la loro relazione, mentre Orlando e Lucia si fidanzano. Passa un mese, e Mario Pugliese, fugge incredibilmente dall'ospedale. Quello che sembrava uno scherzo è, invece, la realtà. Lupo chiama Lucia e le dice che tornerà.

### Terza stagione
La squadra dei R.I.S. di Roma è ancora occupata alla ricerca di Mario Pugliese, il Lupo, ormai latitante. Lucia Brancato, insieme a Daniele Ghirelli cerca con tutte le sue forze di prendere Pugliese, che intanto, insieme ad un commando di mercenari, sta facendo uscire di galera, con evasioni mirate, i componenti della sua vecchia banda, riformandola stavolta con un nuovo membro, un deejay affarista e meschino che sceglie di allearsi con il Lupo e i suoi per convenienze economiche. Questa volta, nel mirino di Mario, c'è principalmente Lucia, fidanzata con Orlando Serra. Lupo, per spaventarla, irrompe in casa sua distruggendo tutto ciò che si trova davanti, e le conseguenze di tale gesto sono una crisi con Orlando, e il bisogno di Lucia di contattare di nuovo il suo ex tutor Stefano Greco; l'uomo la aiuta in questo difficile percorso contro la banda, facendo scatenare tutta la gelosia di Orlando. La squadra R.I.S. è composta, oltre che dalla Brancato, Serra e il Ghiro, anche da Emiliano Cecchi (detto Milo) e Bianca Proietti, la cui storia extraconiugale si è conclusa con l'allontanamento dei due, e da Bartolomeo Dossena (detto Bart) che incappa una profonda crisi esistenziale pensando pure di lasciare il lavoro dopo essere stato bersaglio del Lupo ed essere stato colpito nei suoi affetti più cari. Nel mirino della Banda, però, c'è anche un'altra persona, Giordana Ravelli, meglio conosciuta come Coniglio, ex membro della Banda del Lupo, che ha tradito diventando collaboratrice. Pugliese è deciso a vendicarsi della ragazza a tutti i costi, ma a difenderla c'è il suo avvocato, la giovane Anita Cescon, che coadiuvava l'ex avvocato dell'intera gang del Lupo.

## Episodi
| Stagione         | Episodi | Prima TV |
| ---------------- | ------- | -------- |
| Prima stagione   | 20      | 2010     |
| Seconda stagione | 20      | 2011     |
| Terza stagione   | 20      | 2012     |

## Personaggi e interpreti

### Personaggi principali
- Lucia Brancato (stagioni 1-3), interpretata da Euridice Axen.
È il capitano a capo del nuovo reparto investigazioni scientifiche dell'Arma dei Carabinieri di Roma. Trentacinquenne, laureata in fisica con studi di criminologia. Il fratello Guido Brancato, è a sua volta un capitano dell'arma, ma nel reparto della territoriale. Reparto con cui i R.I.S. collaborano in ogni indagine. Lucia è una donna determinata ma sensibile, con un forte intuito, che sfrutta spesso nelle indagini. Nella seconda stagione si innamora di Orlando Serra, ricambiata. Nella terza stagione il loro rapporto verrà messo a dura prova dall'arrivo di Stefano Greco, criminologo e ex professore di Lucia all'università. Dopo aver scoperto che Greco è una talpa di Mario Pugliese lo allontana.
- Daniele Ghirelli detto Ghiro (stagioni 1-3), interpretato da Fabio Troiano.
È un tenente, già in forza alla squadra R.I.S. di Parma. Viene trasferito a Roma a causa dello scioglimento della vecchia squadra. È un ex hacker esperto di informatica forense e nuove tecnologie, dal carattere a dir poco estroso. Nella seconda stagione viene promosso al grado di capitano, ed affianca la Brancato nella gestione della squadra. Ha una passione particolare per Monica Bellucci.Nella seconda stagione sarà in lutto per il tenente Ayroldi e scoprirà che il suo ex migliore amico, Roberto Stincone, è l'hacker della Banda del Lupo.Alla fine della terza stagione, Ghiro uccide Roberto Stincone per salvare Bart.
- Costanza Moro (stagione 1), interpretata da Mary Petruolo.
È un sottotenente. È genetista e biologo molecolare. Intelligente e spregiudicata, proviene da una famiglia agiata che non le ha mai fatto mancare nulla nella vita. È una ragazza senza peli sulla lingua, ha la sua opinione su tutto e si diverte a fare il bastian contrario. Nel suo lavoro ama molto sperimentare. Sviluppa un rapporto di amore/amicizia con Ghiro.
- Emiliano Cecchi (stagioni 1-3), interpretato da Primo Reggiani.
È un sottotenente. È un giovane biologo appena uscito dal corso. È un ragazzo romano di borgata, che ha investito tutto nella sua vita per diventare un carabiniere e vede ora coronati i suoi sogni. Pur dotato di buon intuito investigativo, a volte sconta la mancanza di esperienza, ed il suo carattere irruente lo porta a mettersi nei guai. Alla fine della terza stagione diventerà tenente.
- Flavia Ayroldi (stagione 1, guest 2), interpretata da Jun Ichikawa.
È un tenente, anche lei già in forza alla squadra R.I.S. di Parma come l'amico Ghirelli, ed anch'essa trasferita per far parte della nuova squadra di Roma. Di origine giapponese, timida e riservata, è specializzata in entomologia forense, con una predilezione particolare per lo studio degli insetti. È lesbica e per questo motivo, inizialmente si trova in difficoltà con il collega Dossena. Muore investita dal Lupo e da Scimmia al termine della 2ª puntata della 2ª stagione e, data la sua grande passione per le farfalle, Ghiro ama pensare che si sia reincarnata in una di queste.
- Bartolomeo Dossena, Bart per gli amici (stagioni 1-3), interpretato da Marco Rossetti.
È un tenente, appena arrivato a Roma dalla squadra R.I.S. di Messina. È laureato in chimica, ed è esperto di balistica ed esplosivi. Sportivo, in passato è stato campione di pentathlon. È un carabiniere tutto d'un pezzo, ligio alle regole, che non tollera debolezze ed errori. Viene ferito gravemente dal Lupo durante una sparatoria nella terza stagione; alla fine della quale decide di lasciare il R.I.S.
- Orlando Serra (stagioni 2-3), interpretato da Simone Gandolfo.
È un tenente, famoso suo malgrado per il carattere difficile, cosa che in passato si è riflessa in maniera negativa sulla sua carriera. È un criminologo e biologo specializzato nelle neuroscienze. Dopo l'ingresso nell'Arma ha approfondito gli studi in psicologia della menzogna e tecniche di interrogatorio, diventando un esperto della comunicazione non verbale.Diventerà il fidanzato del capitano Brancato.
- Bianca Proietti (stagioni 2-3), interpretata da Lucia Rossi.
È un sottotenente, arrivata dal nucleo operativo ecologico di Perugia per sostituire Flavia Ayroldi. È cresciuta nella campagna umbra, nell'azienda agricola della famiglia, motivo per cui ama molto la natura, tanto da essersi laureata in scienze naturali e successivamente specializzata in scienze della Terra. Si dimostra una ragazza allegra ed ottimista, anche se un po' troppo svampita.

### Personaggi secondari
- Rosanna Versa (stagioni 1-3), interpretata da Eleonora Timpani.
È una ragazza figlia di un carcerato, a cui si interessano Lucia e il fratello. Nell'ultimo episodio della prima stagione, viene rapita da Lili Paravidino ma viene salvata da Lucia e dai R.I.S
- Marcella Cassini (stagioni 1-2), interpretata da Alice Torriani.
È la fidanzata del tenente Flavia Ayroldi.
- Alessandro “Alex” Senese (stagione 1), interpretato da Danny Quinn.
È il compagno del capitano Lucia Brancato, che viene ucciso da Lili Paravidino per vendetta nei confronti del capitano Brancato.
- Milena Spano (stagione 1), interpretata da Ilaria Spada.
È un'infermiera, innamorata di Bart. Viene uccisa dalla Paravidino perché creduta responsabile della morte del padre.
- Lili Paravidino (stagione 1), interpretata da Maria Chiara Augenti.
Serial killer nota come "L'angelo della morte".
- Achille Vasto (stagione 1), interpretato da Sergio Romano.
Maresciallo dei Carabinieri sospeso per omicidio, aiuta Lili Paravidino.
- Mario Pugliese (stagioni 2-3), interpretato da Marco Basile.
È il "Lupo", il capo della "Banda del Lupo".
- Gennaro (Gerry) Pugliese (stagioni 2-3), interpretato da Antonio Grosso.
È "Tigre", uno dei componenti della "Banda del Lupo", fratello di Mario. È uno stupratore e assassino che a metà della terza stagione decide di andarsene dalla "Banda del Lupo" Perché stanco di omicidi e crimini. Nel tentativo di far arrestare il fratello e Anita Cescon in una clinica dove Lupo si cura. Per proteggere il fratello, viene ucciso da Lucia Brancato per evitare che venga fatto del male a suo fratello.
- Roberto Stincone, detto "Stinco" (stagioni 1-3), interpretato da Marco Mario de Notaris.
È "Scimmia", l'hacker della "Banda del Lupo". È un ex amico di Ghiro, viene ucciso dallo stesso Ghiro per evitare che venga ucciso Bart.
- Rino Santangeli (stagione 2), interpretato da Gaetano Amato.
 È il personaggio misterioso che manovra e agevola la “Banda del Lupo”. Da tempo attenzionato dai R.I.S. per i suoi affari illeciti, viene poi ucciso da Pugliese perché potrebbe collaborare con le forze dell’ordine alla loro cattura.
- Giovanni (Ninni) Zanchi (stagioni 2, guest 3), interpretato da Nicola Nocella.
È "Maiale", uno dei componenti della "Banda del Lupo". Muore all'inizio della terza stagione, ucciso da Mario Pugliese per aver voluto sciogliersi dalla banda.
- Giordana Ravelli (stagioni 2, guest 3), interpretata da Greta Scarano.
È "Coniglio", uno dei componenti della "Banda del Lupo". Dopo essere stata arrestata, diventa collaboratrice di giustizia, ma viene uccisa dal suo avvocato Anita Cescon, che in realtà è l'amante di Mario Pugliese e nuovo membro della banda "Pavone", e che la avvelena.
- Tommaso Ghirelli (stagione 3), interpretato da Gigi Savoia.
È il padre di Daniele Ghirelli.
- Anita Cescon (stagione 3),interpretata da Serena Rossi.
È un avvocato, ma in realtà è un nuovo membro della Banda, "Pavone" e l'amante del "Lupo". Farà da "talpa" nei R.I.S. e aiuterà il suo uomo, viene uccisa da Orlando Serra durante uno scontro a fuoco.
- Vincenzo Bolzoni, detto “Cenzone” (stagione 3), interpretato da G-Max dei Flaminio Maphia.
È il nuovo "Maiale" della "Banda del Lupo". Viene ucciso da Mario Pugliese perché non si fida più di lui negli ultimi episodi della terza stagione.
- Eleonora Ravelli (stagioni 2-3), interpretata da Francesca Valtorta.
È la sorella di Giordana, di cui si innamora Bart durante le indagini.
- Samuele Dettori (stagione 2), interpretato da Alessandro Tersigni.
È un editor, ed è lo stalker di Lucia Brancato.
- Luigi Terracciano (stagioni 2-3), interpretato da Massimo De Santis.
È un giornalista. Viene ucciso dal "Lupo" nella terza stagione.
- Selvaggia Martini (stagioni 2-3), interpretato da Chiara Gensini.
È la fidanzata di Daniele Ghirelli, sorella di un suo caro amico. Dopo essere stata picchiata e quasi violentata dalla Banda, va a vivere a Barcellona e lascia Ghiro. I due, però, torneranno insieme.
- Avvocato Guidi (stagione 3), interpretato da Francesco Prando.
È un avvocato ed ex legale di "Stinco" nonché dell'intera banda. Grazie ad uno stratagemma architettato dalla stessa banda con la complicità dell'avvocato Anita Cescon (schieratasi dalla parte della banda dopo essere divenuta il legale del "Lupo", con cui successivamente intraprende una relazione), che consisteva in una messa in scena attuata con un finto sequestro, viene inconsciamente ritenuto dalla squadra della Brancato il complice esterno della banda, cosa che permette a quest'ultima di guadagnare tempo per permettere loro di far evadere il resto della banda. Una volta servitosi di lui, viene fatto fuori dalla banda in quanto ostaggio scomodo per il loro piano di vendetta nei confronti della Brancato.

## Produzione
Realizzata da Taodue per RTI, come la serie madre è nata anch'essa da un'idea di Pietro Valsecchi, e sviluppata da Massimo Martella e Mauro Casiraghi in qualità di story editor.
R.I.S. Roma riprende lo schema della serie madre R.I.S. - Delitti imperfetti, ma sposta l'azione da Parma a Roma, ed introduce un nuovo gruppo di Carabinieri, giovani e a tratti ancora inesperti, guidati da una donna, il Capitano Lucia Brancato (interpretata da Euridice Axen). Unici punti di legame con la serie originaria sono Fabio Troiano, nei panni del Tenente Daniele Ghirelli, e Jun Ichikawa, in quelli del Tenente Flavia Ayroldi. Troiano ha dichiarato che per i loro personaggi «cambia tutto e in meglio. Lasciare Parma per Roma fa la differenza: entrano a far parte di una squadra composta da colleghi giovani, pieni di entusiasmo e molto capaci. Inoltre il mio personaggio, dopo qualche esitazione iniziale con il nuovo capo donna, capisce che ha a che fare con una persona in gamba e preparata. Comincia così un'avventura tutta nuova dove i protagonisti impareranno a conoscersi sul campo». In questo spin-off viene anche dato maggior rilievo alla vita privata dei protagonisti.
Il 21 settembre 2010 sono iniziate le riprese della seconda stagione della serie. Ai confermati Euridice Axen, Fabio Troiano, Marco Rossetti, Primo Reggiani e Paolo De Vita, si sono aggiunte le new entries Simone Gandolfo, Lucia Rossi, Marco Basile, Greta Scarano e Francesca Valtorta. Escono di scena invece Jun Ichikawa e Mary Petruolo. A detta di Fabio Troiano, nella seconda stagione «dei protagonisti riusciremo a conoscere anche la vita personale. Ci saranno anche i sentimenti che prima erano in secondo piano. Vedremo logicamente le investigazioni, le sparatorie, la linea gialla da seguire, ma anche le emozioni, gli amori e i tradimenti». La seconda stagione, formata da 20 episodi, ha esordito il 22 marzo 2011 su Canale 5.
Nel febbraio 2012 sono partite le riprese della terza stagione della serie; tra i nuovi arrivi nel cast, quelli di Gigi Savoia (nei panni di Tommaso, padre di Daniele Ghirelli), Alberto Rossi (nei panni di un criminologo) e Serena Rossi. Il debutto della terza stagione, inizialmente previsto per il 12 settembre 2012, è stato rinviato al 3 ottobre 2012.